# Perasis
Perasis is een vliegengeslacht uit de familie van de roofvliegen (Asilidae).

## Soorten
- P. arabicus (Macquart, 1838)
- P. argentifacies (Williston, 1901)
- P. brunnea Theodor, 1980
- P. carpenteri Oldroyd, 1970
- P. maura (Macquart in Lucas, 1849)
- P. postica Becker, 1907
- P. sareptana Hermann, 1906
- P. sussianae Abbassian-Lintzen, 1964
- P. transcaspica Paramonov, 1930
- P. transvaalensis Ricardo, 1925
- P. violacea Becker, 1907